# Nieuwveen
Nieuwveen est un village de la commune néerlandaise de Nieuwkoop, dans la province de la Hollande-Méridionale. Le 1er janvier 2004, le village comptait 3 970 habitants.
Nieuwveen a été une commune indépendante, d'abord sous son propre nom, puis après le rattachement de Zevenhoven en 1991, sous le nom de Liemeer à partir de 1994. Liemeer fut rattaché le 1er janvier 2007 à Nieuwkoop.